# Walter Kenrick Fisher
Walter Kenrick Fisher (Ossining (New York), 1 februari 1878 - Carmel Valley Village (Californië), 2 november 1953) was een Amerikaans zoöloog. In sommige publicaties wordt zijn naam geschreven als Walter Kendrick Fisher. Zijn vader, Albert Kenrick Fisher, was een bekend ornitholoog en zoöloog en een van de stichters van de U.S. Biological Survey.

## Biografie
Fisher was gedurende zijn gehele academische loopbaan verbonden aan Stanford University. Hij begon er te studeren in 1897 en behaalde een bachelor in 1901; hij doctoreerde in 1906. Hij was assistent in zoölogie van 1902 tot 1905 en werd later docent en assistent-professor. In 1925 werd hij hoogleraar. Hij ging met emeritaat in 1943.
Fisher was vanaf 1917 directeur van het Hopkins Marine Station van Stanford University. Onder meer Cornelis van Niel werkte daar bij hem.
Fisher was gespecialiseerd in ongewervelde dieren en werd een autoriteit op het gebied van stekelhuidigen, meer bepaald zeesterren en zee-egels. Een van zijn studies betrof de zeesterren uit de Oost-Indische wateren, verzameld op een expeditie van de USS "Albatross" tussen december 1907 en december 1910, wat resulteerde in het lijvige werk Starfishes of the Philippine Seas and Adjacent Waters uit 1919. Hij was een onderzoeksmedewerker van het Smithsonian Institution en bestudeerde de collecties daarvan tot aan het einde van zijn leven. Daarnaast heeft hij ook enkele publicaties over ornithologie geschreven.
Fisher was een goed tekenaar en illustreerde zijn eigen wetenschappelijke artikelen. Na zijn emeritaat schilderde hij vele portretten en stillevens.
Hij was van 1922 gehuwd met Anne B. Fisher, een schrijfster van zowel fictie als non-fictie. Een van haar bekendste werken is The Salinas: Upside Down River (1945), over de Californische rivier Salinas.

## Publicaties
- 1906. The starfishes of the Hawaiian Islands. Bulletin of the United States Fish Commission 23(3): 987-1130. BHL
- 1906. On the generic name Stolasterias, Sladen. Annals and Magazine of Natural History ser. 7, 17: 574-575. BHL
- 1907. The holothurians of the Hawaiian Islands. Proceedings of the United States National Museum 32: 637-744. BHL
- 1908. Necessary changes in the nomenclature of starfishes. Smithsonian Miscellaneous Collections 52: 87-93. BHL
- 1910. New genera of starfishes. Annals And Magazine of Natural History ser. 8, 5: 171-173. BHL
- 1911. Hyalinothrix, a new genus of starfishes from the Hawaiian Islands. Proceedings of The United States National Museum 39: 659-664. BHL
- 1911. Scientific results of the Philippine cruise of the Fisheries steamer Albatross, 1907–10. — No 10. New genera of starfishes from the Philippine Islands. Proceedings of the United States National Museum 40: 415-427. BHL
- 1913. Four new genera and fifty-eight new species of starfishes from the Philippine Islands, Celebes, and the Moluccas. Proceedings of the United States National Museum 43: 599-648. BHL
- 1913. New starfishes from the Philippine Islands, Celebes, and the Moluccas. Proceedings of the United States National Museum 46: 201-224. BHL
- 1913. A new species of Echinaster, with a note on the name Othilia. Zoologischer Anzeiger 42: 193-196. BHL
- 1916. Notes on the systematic position of certain genera and higher groups of starfishes. Proceedings of the Biological Society of Washington 29: 1-6. BHL
- 1916. New East Indian starfishes. Proceedings of the Biological Society of Washington 29: 27-36. BHL
- 1917. The asteroid genus Coronaster. Proceedings of the Biological Society of Washington 30: 23-26. BHL
- 1917. New starfishes from the Philippines and Celebes. Proceedings of the Biological Society of Washington 30: 89-94. BHL
- 1917. A new genus and subgenus of East-Indian sea-stars. Annals and Magazine of Natural History ser. 8, 20: 172-173. BHL
- 1917. Trophodiscus, a new sea star from Kamchatka. Proceedings of The United States National Museum 52: 367-371. BHL
- 1919. Contributions to the biology of the Philippine Archipelago and adjacent regions. Starfishes of the Philippine seas and adjacent waters. Bulletin of the United States National Museum 100(3): 1-545. BHL
- 1922. A new sea-star from Hong Kong. Annals and Magazine of Natural History ser. 9, 10: 415-418. BHL
- 1928. Sea stars from the Arcturus Oceanographic Expedition. Zoologica 8(9): 487-493. BHL
- 1938. Hydrocorals of the north Pacific Ocean. Proceedings of The United States National Museum 84: 493-554. BHL
- 1939. A new sea star of the genus Poraniopsis from Japan. Proceedings of The United States National Museum 86: 469-472. BHL
- 1940. Asteroidea. Discovery Reports 20: 69-306. BHL
- 1941. A new genus of sea stars (Plazaster) from Japan, with a note on the genus Parasterina. Proceedings of the United States National Museum 90: 447-456. BHL
- 1952. The sipunculid worms of California and Baja California. Proceedings of the United States National Museum 102: 371-450 BHL

Asteroidea of the North Pacific and Adjacent Waters
- 1911. Asteroidea of the North Pacific and Adjacent Waters, Part 1. Phanerozonia and Spinulosa. Bulletin of the United States National Museum 76(1): 1-419, pl. 1-122. BHL
- 1928. Asteroidea of the North Pacific and Adjacent Waters, Part 2. Forcipulata (Part). Bulletin of the United States National Museum 76(2): 1-245, pl. 1-81. BHL
- 1930. Asteroidea of the North Pacific and Adjacent Waters, Part 3: Forcipulata (Concluded). Bulletin of the United States National Museum 76(3): 1-356, pl. 1-93. BHL